# أنطونيو بينيتيز لوتشو
أنطونيو بينيتيز لوتشو هو سياسي مكسيكي، ولد في 17 يناير 1955 في Hueyapan, Morelos ‏ في المكسيك. نشط حزبياً في الحزب الثوري المؤسساتي. وقد انتخب عضو مجلس النواب المكسيك ‏.